# 黑帽黑客

由黑帽黑客制作的勒索软件 WannaCry 在传播了几个小时后感染了位于全球各地的大量计算机系统

黑帽駭客（英語：Black Hat）或称溃客（英語：Cracker），是一種在未經允許的情況下擅自入侵他人作業系統，藉此獲取利益或者進行破壞的駭客。